# 索斯诺维茨隔都
索斯诺维茨隔都（德語：Ghetto von Sosnowitz）是第二次世界大战期间纳粹德国为波兰犹太人建立的隔都，位于上西里西亞省索斯诺维茨的什罗杜拉（Środula）区。犹太人大屠杀期间，该隔都自1943年6月至8月展开了一系列围捕行动，隔都中的男女老幼大多由大屠杀列车运到奥斯威辛集中营，据估计超过3.5万人。作为最后的抵抗，青年地下组织犹太战斗组织（ŻOB）发动了一场起义，隔都在起义中被清场，绝大多数犹太战士被消灭。
索斯诺维茨隔都是本津隔都内的一个行政单位，两座城市同属冬布罗瓦盆地内的上西里西亚都市区。隔都的遣送行动之前，两座隔都的犹太人共享由犹太委员会指派给锡安主义青年团的“Farma”菜园。

## 历史
索斯诺维茨战前约有3万名犹太人，占全城人口的五分之一。战争爆发后的头两年，德国人将其他小城镇的犹太人重新安置到索斯诺维茨，犹太社区的人口一度增至4.5万人。在冬布罗瓦盆地的所有城市中，1942年底仅有索斯诺维茨和与之毗邻的本津仍有犹太人居住。
索斯诺维茨位于战前的德波边境上，波兰战役首日便被德军占领。对较知名的犹太人的逮捕和殴打从第二天早上开始。1939年9月9日，索斯诺维茨的犹太大会堂被烧毁。本地的犹太人被逐出条件优越的居所，在大街上被威胁。犹太商行被德国士兵劫掠一番后由纳粹当局关闭，等待没收程序。不久后便出现了枪杀和最早的大规模处决行动。犹太人被强制迁移到拥挤的住宅中，逐渐形成隔都。
犹太委员会与犹太区警察旋即由德国当局下令成立；委员会主席由摩西·梅林担任。隔都实行食物配给制。犹太人禁止从自己社区之外的地方购买任何东西。1940年初，“上西里西亚犹太长老会中央办公室”（Zentrale der Jüdischen Ältestenräte in Oberschlesien）成立，由梅林领导，代表约45个犹太人社区。梅林一度成为冬布罗瓦盆地恶名昭彰的犹太独裁者，掌握当地犹太人的生杀大权。索斯诺维茨建立了一座劳动营，用以关押从捷克斯洛伐克驱赶来的犹太人，让他们为Shine兄弟的工厂劳动。当局为本地犹太人建立了大量强迫劳动设施，生产的物资包括制服、内衣、胸衣、背包、皮革手包和军靴等。1940年时，城中有约2,592名德国投机者；这一数字到1942年增长至10,749名投机者，占总人口的十分之一。
隔都成立后，德国人组织了多次驱逐行动，并得到了梅林为首的犹太委员会的援助。他们挑选健康的犹太男子，送到劳改营做奴工。1942年5月的犹太人迁移行动大规模转移了1,500人；6月的另一次行动迁移了2,000人。大致在1942年10月至1943年1月期间，索斯诺维茨隔都被迁移到什罗杜拉区，毗邻本津隔都。此时索斯诺维茨仍有1.3万名犹太人居住。1943年3月10日，隔都成立工作完成，正式与外界隔绝。
1943年6月，索斯诺维茨隔都的一场驱逐行动将数千名犹太人送往奥斯威辛，行动还扩展到了临近的本津隔都。隔都于当年8月被清场，剩下的犹太人几乎全部被送到奥斯威辛。数百名犹太人留在什罗杜拉的隔都，直到1944年1月当地清场为止。

## 起义

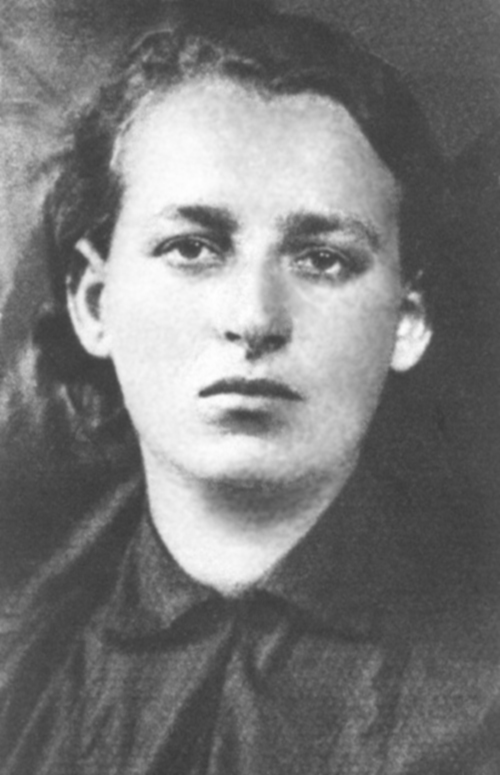
29岁的弗鲁姆卡·普沃特尼茨卡是毗邻索斯诺维茨的本津隔都的起义领导人

索斯诺维茨和附近的本津隔都的犹太人有大量的地下活动，由锡安主义青年团、戈尔东尼亚与青年衛士等青年团体组织。1943年8月的最后一场大规模驱逐行动期间，本津和索斯诺维茨的犹太战斗组织（波蘭語：Żydowska Organizacja Bojowa, ŻOB）组织了一场对抗德国人的起义。起义开始于8月3日，由崔·布兰德斯（Cwi Brandes）、弗鲁姆卡·普沃特尼茨卡、以及科茹赫（Kożuch）兄弟领导。这是当地人的一场毫无胜算的最后抵抗，绝大多数犹太青年战士（400人）在战斗中牺牲，他们与德国部队的差距过于悬殊。最后一趟从索斯诺维茨前往奥斯威辛的大屠杀列车于1944年1月15日离开，带走了此前被迫埋葬死者的犹太人。
为纪念隔都居民的抵抗，索斯诺维茨的一条街被命名为“隔都英雄街”（波蘭語：UI. Bohaterów Getta）。另有一处科茹赫兄弟广场（波蘭語：Plac Braci Kożuchów），建有隔都纪念碑。

## 大屠杀救援
天主教加尔默罗会修女特雷莎·雅尼娜·凯罗钦斯卡带领她的女修道会帮助隔都的犹太人藏身。凯罗钦斯卡过世后46年被追授国际义人奖章。2013年，教宗方济各宣布她为可敬者。加尔默罗会修女在修道院建立了一所孤儿院；她们向藏匿中的犹太人提供免费面包，还向奥斯威辛送去食物包裹。她们将犹太儿童以假名混在基督徒孤儿中，犹太儿童因此获救。盖世太保怀疑修会有非法活动，频繁检查修会。
隔都清场期间，达努塔·什瓦茨鲍姆-巴赫马耶（Danuta Szwarcbaum-Bachmajer）和她刚出生的孩子逃出隔都，被哈温斯基（Chawiński）夫妇所救。另一位波兰国际义人佩拉贾·胡恰克（Pelagia Huczak）救下了什洛马·什普林格（Szloma Szpringer）和他五岁的儿子沃尔夫（Wolf）。阿德拉·扎瓦兹卡（Adela Zawadzka）和自家三岁大的孩子与姊妹洛齐亚（Rozia）一同逃出了1943年的驱逐行动，被尤泽法·汉库斯（Józefa Hankus）和罗扎利娅·波伦布斯卡（Rozalia Porębska）姊妹两人所救。尤泽法和洛齐亚从波蘭地下國搞到了伪造的证件；洛齐亚使用她的假身份证，在铁路工约翰·布里斯（Johan Brys）的帮助下让自己的未婚夫埃莱克·雅库博维奇（Elek Jakubowicz）逃出了集中营。罗扎利娅·波伦布斯卡将约翰和埃莱克二人一同庇护起来，此外还帮助了许多来自索斯诺维茨的犹太人。波伦布斯卡家族及其友人中共有7人在1982年获得国际义人称号。莫谢·科科特克（Mosze Kokotek）的妻子布兰德拉（Brandla）被德国人杀害，自己和9岁的女儿费利奇娅（Felicja）逃出了隔都，与雅利安侧的波兰人一同生活至1944年。索斯诺维茨实现无犹太化之后，他们一同离开了城市。年幼的费利奇娅被莱奥卡迪亚·斯塔特尼克（Leokadia Statnik）收养在卡托维兹附近的奥霍耶茨。莫谢与她们分别后下落不明；费利奇娅在莱奥卡迪亚的呵护下长大，1957年移民至以色列。孩童索非娅·戈德曼（Zofia Goldman）被玛丽亚·苏什切维奇（Maria Suszczewicz）收养，后来和幸存下来的父亲亨里克（Henryk）团聚，移居到澳大利亚。
从1943年到1945年苏军到来，玛丽亚·西特科（Maria Sitko）和女儿万达·西特科-格伯哈特（Wanda Sitko-Gelbhart）庇护六名犹太人达两年之久。六人分别为费拉·卡茨（Fela Kac）和她的姨妈弗里达（Fryda）、亨涅克·曼德尔鲍姆（Heniek Mandelbaum）、耶日·费德尔（Jerzy Feder）、费利奇娅·魏因特劳布（Felicja Weintraub）与列昂·魏因特劳布（Leon Weintraub）。 他们同住一间狭小的公寓，有一间卧室、一间厨房和一间通向走廊的门厅。费拉·卡茨和她的姨妈弗里达是从大屠杀列车上逃出的。警察搜索期间，犹太人会在男士们在地板下挖的两个洞中藏身，好让西特科母女俩装出没有藏人的样子——一旦他们被发现，协助藏匿者会被处以死刑。万达·西特科在拜访警察局时偷走了一张身份证，耶日·费德尔得以使用证件外出，从城市的雅利安侧获得生活必需品。 六名犹太人均在大屠杀中幸存。1986年，万达·西特科-格伯哈特的母亲早已去世，她自己收到了一封来自生还者的信。信中写道：“你和你的母亲冒着生命危险做出了不可能的壮举，一切都是出于无私、发自内心的行动，这在当时是真正崇高的。”

## 脚注
1. ↑  H.E.A.R.T. . The Extermination of the Jews of Sosnowiec, Bendzin and Vicinity: 2nd June 1945. Holocaust Education & Archive Research Team. 2007  [2015-03-14]. （原始内容存档于2021-04-25）.
2. ↑  Dawid Fischer. . Holocaust Testimonies. PolishJews.org.   [2016-03-28]. （原始内容存档于2021-01-19）.
3. ↑  . Washington, DC: United States Holocaust Memorial Museum.   [2016-03-28]. （原始内容存档于2012-12-10） –Internet Archive. The "Farma" was a plot of land between Bedzin and Sosnowiec that was allocated to the local Zionist youth movements by the Jewish Council for the growing of vegetables.
4. 1 2  Charmatz 2003，p.28.
5. 1 2 3 4 5  Aleksandra Namysło, Stanisław Bubin (28 July 2006), Rozmowa z dr Aleksandrą Namysło, historykiem z Oddziału Instytutu Pamięci Narodowej w Katowicach, Dziennik Zachodni via Internet Archive
6. 1 2  Charmatz 2003，p.14.
7. ↑  Charmatz 2003，p.15.
8. ↑  Charmatz 2003，p.16.
9. ↑  Charmatz 2003，p.20.
10. ↑  Charmatz 2003，p.22.
11. ↑  Charmatz 2003，pp.28-30.
12. 1 2 3  Adam Marczewski. . Virtual Shtetl. 2011-01-21  [2020-06-04]. （原始内容存档于2016-04-11）.
13. ↑  Charmatz 2003，p.32.
14. ↑  Charmatz 2003，p.38.
15. ↑  Charmatz 2003，p.46.
16. ↑  Michael Fleming. . Cambridge University Press. 2014: 184. ISBN 1107062799.
17. 1 2  Charmatz 2003，p.53.
18. ↑  Abraham J. Edelheit, A World in Turmoil: An Integrated Chronology of the Holocaust and World War II, Greenwood Publishing Group, 1991, ISBN 0-313-28218-8, Google Print, p.284.
19. ↑  Adam Marczewski, Martyna Sypniewska, Zofia Sochańska, Adam Dylewski (ed.). . Virtual Shtetl. page 9 of 10.   [2015-01-18]. （原始内容存档于2016-04-08）.
20. ↑  Polish Righteous. . Archiwum Matki Teresy Kierocińskiej w Sosnowcu, Dokumenty i wspomnienia świadków życia M. Teresy Kierocińskiej. POLIN Museum of the History of Polish Jews. 2016  [2020-06-04]. （原始内容存档于2020-08-07）.
21. ↑  Michał Grynberg. . Wydawn. Nauk. PWN. 1993: 74. ISBN 978-83-01-11186-1.
22. ↑  Israel Gutman; Lucien Lazare; Sara Bender. . Yad Vashem. 2004: 791.
23. ↑  . db.yadvashem.org.   [2018-11-25]. （原始内容存档于2018-11-25）.
24. ↑  . db.yadvashem.org.   [2018-11-25]. （原始内容存档于2018-11-25）.
25. ↑  Lucien Lazare; Israel Gutman; Dan Mikhman; Sara Bender. . Yad Vashem. 2004: 749.
26. ↑  Israel Gutman; Lucien Lazare; Sara Bender. . Yad Vashem. 2004: 766.
27. ↑  Israel Gutman; Lucien Lazare; Sara Bender. . Yad Vashem. 2004: 711–712.